# ستيفن وولف
ستيفن وولف (بالإنجليزية: Stephen Wolf)‏ هو شخصية أعمال أمريكي، ولد في 1941 في كاليفورنيا في الولايات المتحدة.

## وصلات خارجية
- ستيفن وولف على موقع إن إن دي بي (الإنجليزية)